# Seminario del Pueblo de Dios
El Seminario del Pueblo de Dios (abreviado SPD) fue una asociación católica, iniciada en 1969 en Barcelona por Francesc Casanovas i Martí (Barcelona, 1938 - Vic, 2002), acompañado del presbítero Vicenç M. Farré y un grupo de jóvenes. Francesc Casanovas, célibe, y Lourdes Campi Sirvent, casada y madre de familia, son los fundadores. Desde el año 2002, Lourdes Campi fue presidenta de la asociación.

## Historia

### Aprobación y presencia
En 1977 el cardenal Narciso Jubany aprobó los Estatutos del SPD y lo erigió canónicamente en el arzobispado de Barcelona, aprobación que fue asumida por otras diócesis. A fecha de 2017 el Seminario del Pueblo de Dios era considerada asociación privada de fieles, contaba con 80 miembros distribuidos en las diócesis de Vich, Tarragona, la Seo de Urgell, Barcelona, Bilbao, Segorbe-Castellón, Colonia (Alemania) y Valledupar (Colombia), donde tenían el permiso debido de los ordinarios locales. Además regentaban desde 2008 el santuario del Sierra de Montblanch. 

### Investigación y disolución canónica
En junio de 2017 el arzobispado de Barcelona disolvió canónicamente la Asociación con el respaldo de la Congregación para la Doctrina de la Fe. El arzobispado llevaba investigando la asociación desde 2014, finalizado este proceso se consideró que el pensamiento del Seminario del Pueblo de Dios era incompatible con el magisterio de la Iglesia católica. Además se inició una investigación por la supuesta violación del voto del celibato y otra prácticas prohibidas por la doctrina católica.

## Pensamiento y estructura
Los miembros del SPD trabajan en oficios diversos, pero desde sus inicios se ha dado mucha importancia al estudio de la Teología. Esto responde al espíritu fundacional, que subraya la necesidad de formular un pensamiento cristiano que promueva el progreso de la cultura y, al mismo tiempo, encarne en ella la experiencia cristiana. Esta doble línea se intenta poner de manifiesto en la revista trimestral Cambio de Mentalidad y en varios libros publicados a lo largo de estos años. 

### El Aula de Teología Cantar de los Cantares
Cuentan con un espacio de investigación y de actividades diversas: el Aula de Teología cantar de los Cantares, como conferencias, exposiciones y simposios de espiritualidad, para promover el pensamiento cristiano y una cultura acorde con el Evangelio.

### Escuela Permanente de Formación
La Escuela Permanente de la Asociación educa a los miembros del Seminario para que desarrollen su fe al mismo tiempo que llevan a cabo sus actividades profesionales. Pueden colaborar con parroquias con la aprobación del diocesano local. También se tratan temas como la sociabilidad, la inserción en el ambiente cultural, el sentido de responsabilidad ética, la afectividad y el equilibrio psicisomático. 
La Escuela de Formación, se ha ido desarrollando en tres ámbitos: 
- Escuela Institucional

Dirigida a los aspirantes a formar parte de la asociación. La etapa llamada Escuela Monasterio, llevada a cabo en la casa de formación que la asociación tiene en Camprodon (Gerona).
- Escuela Catequética

Dirigida a la pastoral parroquial y sectorial. Los miembros comprometidos de la asociación colaboran con el responsable de una parroquia o con los sacerdotes de diversas parroquias.
- Seminario Laical Diocesano

Experiencia piloto de formación de laicos vinculada directamente al obispo diocesano, que actualmente se lleva a cabo en las diócesis de Valledupar (Colombia) y Tarragona.